# Мистерије госпође Малард
Мистерије госпође Малард (енгл. A Miss Mallard Mystery) је анимирана серија произведена у копродукцији између Канаде и Кине. Темељи се на истоименом серијалу књига Роберта Квакенбуша. Прати госпођу Малард и њеног нећака Виларда Виџона који посећују разна места широм света, притом решавајући мистерије. Сви ликови су патке или личе на патке. У Србији је серију емитовао Minimax, синхронизовану на српски језик. Синхронизацију је радио студио Кларион.

## Радња
Госпођа Малард је једна јако храбра патка, која непрестано трага за новим починиоцима злочина. Без обзира да ли се ради о отмици научника или о великој пљачки, за Госпођу Малард ништа не може да остане тајна.

## Улоге
| Улога              | Изворни глас  | Српски глас      |
| ------------------ | ------------- | ---------------- |
| Марџори Малард     | Кејт Хурман   | Драгана Боснић   |
| Вилард Виџон       | Мајкл Руде    | Трајче Ђорђиев   |
| Инспектор Главоњић | Теренс Скамел | Александар Микић |

## Епизоде
| Бр. еп. | Наслов                     | Место             | Премијера           | Прод. код |
| ------- | -------------------------- | ----------------- | ------------------- | --------- |
| 1       | Изгубљени у Амазону        | Бразил            | 4. септембар 2000.  | 101       |
| 2       | Загонетна торта            | Лондон            | 5. септембар 2000.  | 102       |
| 3       | Жичаром до катастрофе      | Швајцарска        | 6. септембар 2000.  | 103       |
| 4       | Страшна рикша              | Хонгконг          | 7. септембар 2000.  | 104       |
| 5       | Катастрофално копање       | Централна Америка | 20. септембар 2000. | 105       |
| 6       | Зло под морем              | Аустралија        | 3. октобар 2000.    | 106       |
| 7       | Задња врата до ужаса       | Париз             | 9. новембар 2000.   | 107       |
| 8       | Бициклом до издаје         | Холандија         | 10. новембар 2000.  | 108       |
| 9       | Опасност на Тибету         | Непал             | 13. новембар 2000.  | 109       |
| 10      | Опасно сурфовање           | Хаваји            | 27. новембар 2000.  | 110       |
| 11      | Степеништем до пропасти    | Шкотска           | 6. март 2001.       | 111       |
| 12      | Саоницама до страха        | Аљаска            | 7. март 2001.       | 112       |
| 13      | Гондолом до пропасти       | Венеција          | 8. март 2001.       | 113       |
| 14      | Тексашком стазом до невоље | Тексас            | 2. април 2001.      | 114       |
| 15      | Проблем у експресном возу  | Египат            | 3. април 2001.      | 115       |
| 16      | Несрећни фламенко          | Севиља            | 4. април 2001.      | 116       |
| 17      | Страшни маскенбал          | Баварска          | 5. април 2001.      | 117       |
| 18      | Булевар славних патака     | Холивуд           | 6. април 2001.      | 118       |
| 19      | Мистериозни градић         | Румунија          | 9. април 2001.      | 119       |
| 20      | Џип опасности              | Кенија            | 19. април 2001.     | 120       |
| 21      | Свемирски брод за забуну   | Свемир            | 11. мај 2001.       | 121       |
| 22      | Цвет злочина               | Сеул              | 18. мај 2001.       | 122       |
| 23      | Панорама обмане            | Праг              | 1. јун 2001.        | 123       |
| 24      | Страх на висећем мосту     | Филипини          | 17. септембар 2001. | 124       |
| 25      | Мистериозни Божић          | Шведска           | 18. септембар 2001. | 125       |
| 26      | Опасна технологија         | Токио             | 19. септембар 2001. | 126       |